# 薩西娜·帕農托拉尼袞
薩西娜·帕農托拉尼袞 （羅馬化：Sasina Phanomthornnitkul，1997年3月4日—），小名Smile，為泰國第7電視臺旗下女演員。

## 個人簡歷

### 早期生活
Smile於1997年3月4日出生於泰國。2022年畢業於大城皇家大學的人文社會科學學院。

### 演藝經歷
Smile透過廣告拍攝入行，在就讀大學時已是風雲人物。除了拍廣告外，也有參與音樂錄影帶〈เป็นเหมือนกันไหม〉的演出。並在之後有機會在與泰國第7電視台簽約。
2021年，在7台的警世單元劇《老天有眼》中亮相。
2023年，Smile首度在翻拍喜劇《酸辣蟹蟹》擔綱第一女主角。

## 影視作品

### 電視劇
| 首播年份 | 戲名             | 戲名   | 播放平台 | 角色              | 備註 |
| 首播年份 | 譯名             | 原文名 | 播放平台 | 角色              | 備註 |
| 2022年   | 《孕愛奇蹟》     |        | Ch7HD    | Jeerapha          | 配角 |
| 2022年   | 《惡虎玫瑰先生》 |        | Ch7HD    | Rinlaphat （Rin） | 配角 |
| 2023年   | 《酸辣蟹蟹2023》 |        | Ch7HD    | Parithat （Pu）   | 主演 |
| 2024年   | 《漸入心房》     |        | Ch7HD    |                   | 配角 |
| 2024年   | 《神秘預兆》     |        | Ch7HD    | Sureeporn （Som） | 配角 |
| 2024年   | 《手杖男人2024》 |        | Ch7HD    | Aobcheuy          | 主演 |

### 單元劇
| 首播年份 | 戲名         | 戲名     | 播放平台 | 角色 | 備註 |
| 首播年份 | 譯名         | 單元名稱 | 播放平台 | 角色 | 備註 |
| 2021年   | 《老天有眼》 |          | Ch7HD    | Ja   | 主演 |
| 2023年   | 《老天有眼》 |          | Ch7HD    | Pong | 主演 |

## 外部連結
- 薩西娜·帕農托拉尼袞於Channel 7的個人簡介 （页面存档备份，存于）（泰文）
- 薩西娜·帕農托拉尼袞的Instagram帳戶（泰文）